# اس‌تی‌اس-۸۸
اس‌تی‌اس-۸۸ (انگلیسی: STS-88) یکی از مأموریت‌های برنامه شاتل‌های فضایی بود که در تاریخ ۴ دسامبر ۱۹۹۸ از پایگاه فضایی کندی به مقصد ایستگاه فضایی بین‌المللی پرتاب شد. این مأموریت توسط شاتل اندور و برای تکمیل مونتاژ اجزا ایستگاه فضایی، انجام گرفت و هدف اصلی آن نصب قطعه Unity بود.